# Terminalia acuminata
Terminalia acuminata (лат.) — вид двудольных растений рода Терминалия (Terminalia) семейства Комбретовые (Combretaceae). Текущее таксономическое название было опубликовано немецким ботаником Августом Вильгельмом Эйхлером в 1867 году.

## Распространение, охранный статус
Эндемик Бразилии, ранее произраставший в атлантических лесах штата Рио-де-Жанейро. С 1942 (или даже с 1932) года вид не отмечается в дикой природе. Единственные два экземпляра Terminalia acuminata сейчас произрастают в ботаническом саду Рио-де-Жанейро.
По данным Международного союза охраны природы вид имеет статус «EW» («исчезнувший в дикой природе»).

## Описание, значение
Дерево высотой около 18 м, росшее во влажных лесах.
Отмечается, что растение считалось ценным благодаря своей древесине; возможно, это и стало причиной почти полного вымирания дерева.

## Синонимы
Синонимичное название — Myrobalanus acuminata Kuntze.